# Асэффа Гэбрэ Марьям Тэссэма
Асэффа́ Гэ́брэ Марья́м Тэссэма́ (род. 1936, Эфиопия) — эфиопский поэт и переводчик. Пишет на амхарском языке.

## Биография
Родился в Эфиопии. Учился в университете Аддис-Абебы, затем окончил Эдинбургский университет. В конце 1960-х годов переехал в Ленинград, был преподавателем амхарского языка на Восточном факультете ЛГУ им. А. А. Жданова.
В 1970-е годы возвращается в Эфиопию, преподаёт в университете Аддис-Абебы. Один из организаторов и Генеральный секретарь Союза писателей Эфиопии со дня его создания (1977).
Впоследствии переезжает в США, принимает участие в культурных акциях эфиопской диаспоры. Живёт в Лас-Вегасе.

## Творчество
Асэффа Гэбрэ Марьям Тэссэма сочетает в своей поэзии традиции амхарской литературы и элементы европейской поэтики. Издал поэтические сборники «Луч сентября» (1979), «Голос» (1980).
Активно занимался переводами, в основном драматических произведений. В частности, перевёл на амхарский язык «Юлия Цезаря» Уильяма Шекспира (1957) и «Ревизора» Николая Гоголя (1975).
Автор текста Гимна Социалистической Эфиопии (1975), бывшего официальным гимном страны до 1992 года.
Один из авторов английско-амхарского научно-технического словаря.